# Iglesia de San Vicente (Labuerda)

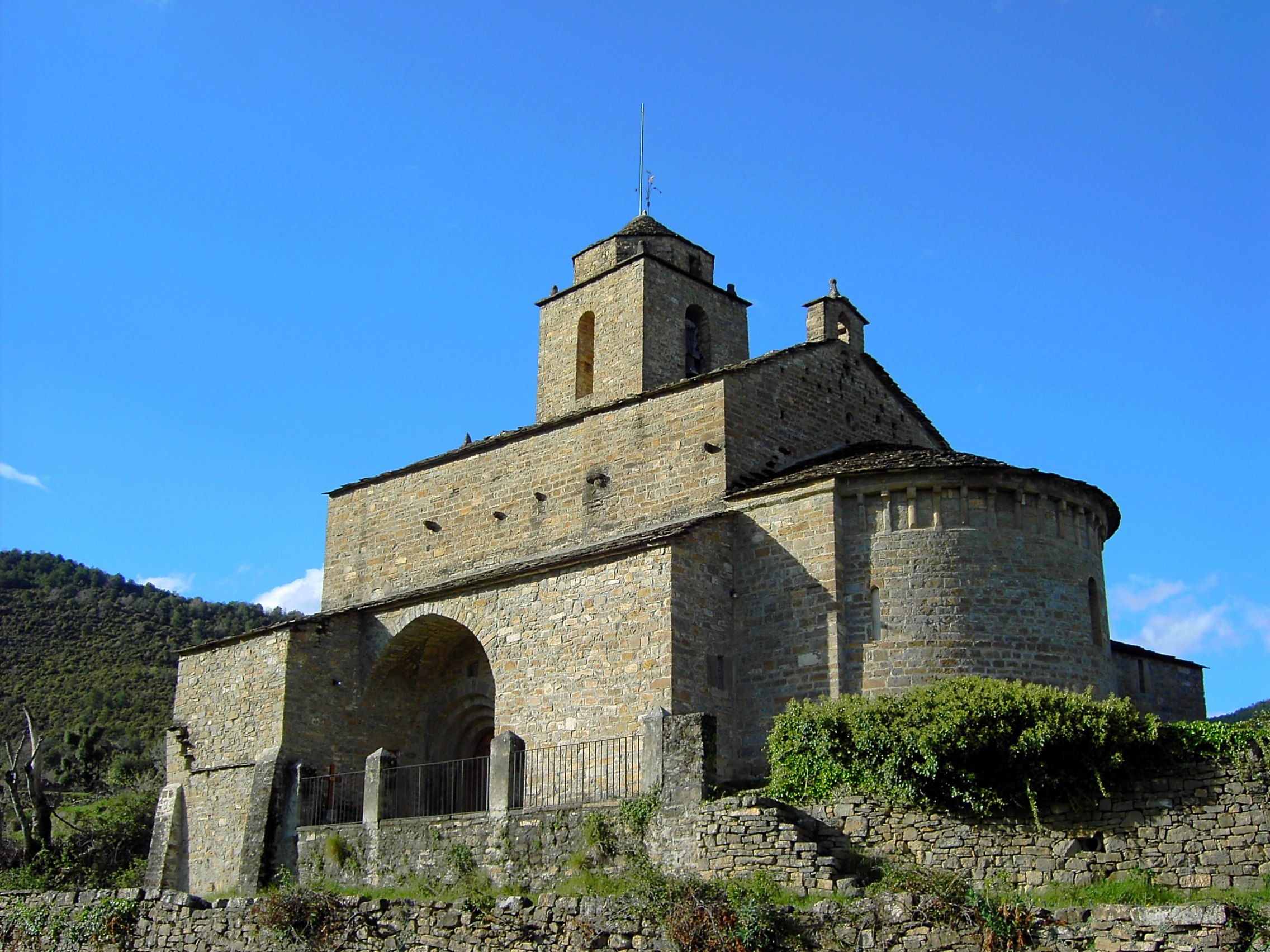
La iglesia de San Vicente de Labuerda.

La iglesia de San Vicente de Labuerda se encuentra en la localidad del mismo nombre, dentro del municipio de Labuerda, a escasos 200 metros del núcleo de población, en el valle del Cinca, dentro de la comarca de Sobrarbe, provincia de Huesca, Aragón, España.

## Historia
La iglesia de San Vicente es un edificio románico que por sus características puede fecharse en el siglo XII. La configuración de su aspecto actual acaba de definirse en el siglo XVI, cuando se construyen las capillas laterales, la torre y la sacristía.
Es también en este siglo cuando se completa el conjunto parroquial de San Vicente. La abadía, según fecha que consta inscrita en su dintel, se realiza en 1568. De fechas similares puede datar el esconjuradero que da paso al conjunto, así como las mencionadas reformas de la iglesia.
En el siglo XVIII la iglesia sufre algunas reformas de menor entidad, como la construcción de la capilla sur y el pórtico, así como la decoración interior mediante pinturas de carácter popular de jarrones, rocallas y arquitecturas. Estas últimas están fechadas en 1774.
En el siglo XXI tienen lugar varias campañas de restauración que afectan al conjunto parroquial al ser declarada Bien de Interés Cultural (BIC) el 6 de marzo del 2002, empezando en 2003, cuando se restaura el retablo mayor y posteriormente en 2006 y 2007, cuando con  financiación del programa Interreg Continua Pirineum, se lleva a cabo la restauración de la abadía, cuyos espacios está previsto dedicar a usos culturales y sociales.

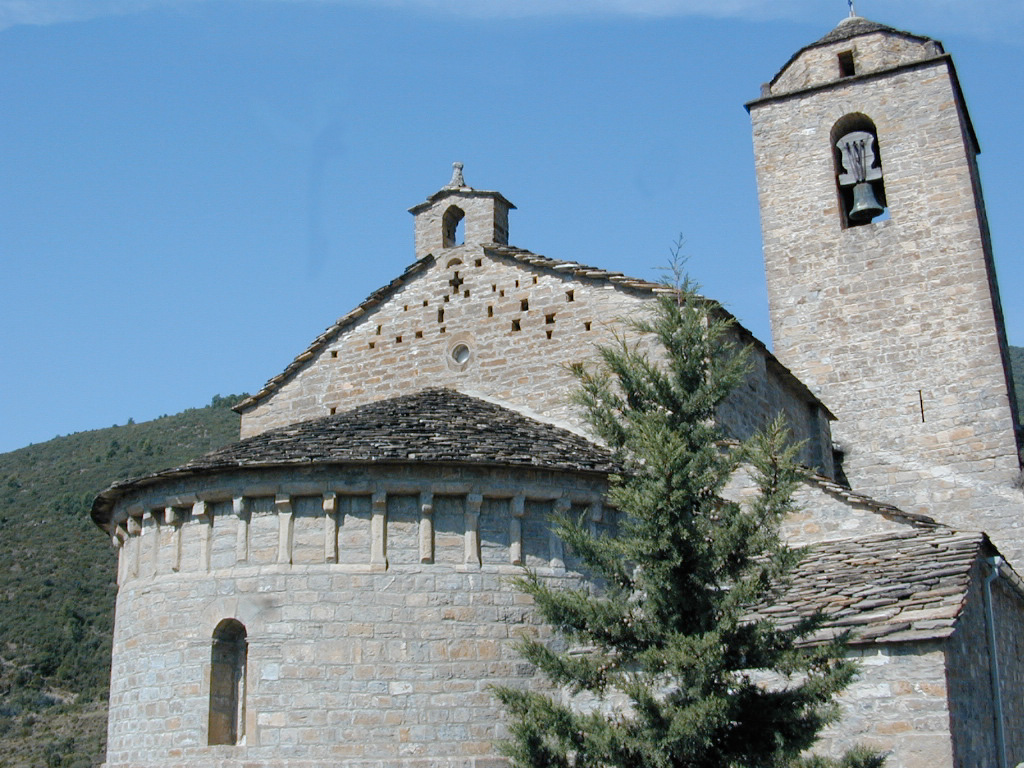
Vista del ábside.

## Descripción
Se trata de un conjunto eclesiástico ubicado al oeste de la localidad compuesto por iglesia, abadía, cementerio y esconjuradero, siguiendo el esquema general de Santa María de Aínsa.
Muestra una clara diferenciación de volúmenes en sus diferentes fases constructivas. La construcción románica original consta de una sola nave, presbiterio y ábside semicircular. En el siglo XVI se le añaden dos capillas laterales en su lado norte, así como la sacristía y la torre. La otra capilla que posee y el pórtico de la entrada en el lado sur datan del siglo XVII.
Posee planta rectangular y cubre la nave con bóveda apuntada, mientras que capillas y sacristía cubren con bóveda de cañón. La decoración del interior del templo está realizada con pinturas datadas en 1774 de tipo popular, con elementos arquitectónicos, jarrones y motivos vegetales.
El ingreso al templo está cubierto por un pórtico cubierto con bóveda de cañón con lunetos mediante una portada en arco de medio punto. Posee tres arquivoltas apoyadas sobre columnas talladas en una sola pieza. Son particulares los capiteles los cuales están labrados con representación de motivos geométricos y esquemáticos.
El ábside presenta al exterior una sucesión de pilastrillas sobre las que apoyan una serie de ménsulas talladas bajo la techumbre. La torre, construida igualmente en sillarejo, presenta un alto cuerpo cuadrangular cubierto con un chapitel octogonal.